# Ручей Крейга
«Ручей Крейга» (англ. Craig of the Creek) — американский анимационный телесериал, созданный для Cartoon Network Мэттом Бернеттом и Беном Левином, ранее работавшими редакторами/сценаристами «Вселенной Стивена», а также бывшими авторами Level Up. Пилотный эпизод шоу дебютировал непосредственно в официальном приложении 1 декабря 2017 года. Премьера сериала состоялась 30 марта 2018 года в США и 15 октября 2018 года в России.
15 августа 2018 года было объявлено, что он был продлен на второй сезон, который начнется в 2019 году.

## Сюжет
В вымышленном провинциальном городке Герклстон, штат Мэриленд, в районе Балтимор/DC, мальчик по имени Крейг Уильямс, его подруга Келси и друг Джон Пол «Джей Пи», находят многочисленные приключения у ручья, описанном как детская утопия нетронутой дикой природы.

## Основные персонажи
- Крейг Уильямс — 10-летний мальчик, который любит играть у ручья со своими друзьями, Келси и Джей Пи. Он — настоящий лидер и всегда старается помочь другим детям, когда они больше всего в этом нуждаются. Обычно он носит самодельный посох и рюкзак. Крейг умён, учится продвинутой математике и признаёт, что ему нравится этот класс. Он также берёт на себя роль картографа, постоянно пополняя свою подробную карту ручья. Крейг упомянул, что они с Келси «нашли» Джей Пи в их предыдущем приключении.
- Келси Берн — рыжая 8-летняя девочка, одна из подруг Крейга. Она всегда носит фиолетовый плащ и имеет попугая (которого она идентифицирует как сокола) по имени Мортимер, который обычно стоит у неё на голове. Обычно она с гордостью носит самодельный трубчатый меч из ПВХ, который сделала сама. Она авантюристка, любит книги и склонна быть чересчур драматичной. Часто рассказывает о своей жизни изнутри[что?], о чем другие прекрасно знают. Её воспитывает отец-одиночка.
- Джон Пол «Джей Пи» Мерсер — высокий 13-летний мальчик с южным акцентом, один из друзей Крейга. Он носит красную футболку большого размера. Хотя он и не очень яркий, он изобретателен и добр к окружающим. Он склонен пачкаться и травмироваться.

## Эпизоды
| Сезон | Сезон | Количество серий | Премьера первой серии | Премьера последней серии | Премьера первой серии в России | Премьера последней серии в России |
| ----- | ----- | ---------------- | --------------------- | ------------------------ | ------------------------------ | --------------------------------- |
|       | 1     | 52               | март 30, 2018         | март 11, 2019            | октябрь 15, 2018               | июль 14, 2019                     |

## Трансляция
Международный дебют серии состоялся 3 мая 2018 года на канадской телеконференции Teletoon. Премьера фильма Крейг из царства состоялась 3 августа 2018 года в Австралии и 25 августа 2018 года в Азии. Премьера Cartoon Network (Пакистан) состоялась 22 сентября 2018 года. Премьера фильма состоялась 24 сентября 2018 года в Cartoon Network (Италия). Премьера фильма состоялась 1 октября 2018 года на канале «Мультфильм Сеть (Великобритания)». Премьера фильма состоялась 15 октября 2018 года в Германии, Нидерландах, России, Польше, Африке, Скандинавии, Центральной, Восточной и Юго-Восточной Европе. Премьера состоялась 5 ноября 2018 года в Индии и Франции. Премьера фильма состоялась 10 ноября 2018 года в Испании и Португалии.